# 何厝
何厝，是臺灣臺中市西屯區的一個傳統地域名稱，位於該區東南部。相較於今日行政區，其範圍大致包括惠來里東南部、何成里、何南里、何安里、何厝里、何明里、何仁里、何德里、何福里、何源里。

## 歷史
台灣清治末期至日治初期，何厝地區為一街庄，稱為「何厝庄」，隸屬於捒東下堡。該庄西北與惠來厝庄、下石碑庄為鄰，東北邊一小段與水湳庄為鄰，東南邊為乾溝仔庄、蔴園頭庄，西南邊為溝仔墘庄。
1901年（日治明治三十四年）11月，全台廢縣廳改設二十廳，該庄隸屬於臺中廳。1903年（明治三十六年）6月，該庄編入「西大墩區」，隸屬於臺中廳。1909年（明治四十二年）10月，合併二十廳為十二廳，西大墩區隸屬不變。1920年（大正九年），全台地方制度大改正，廢十二廳改設五州二廳，該庄改制為「何厝」大字，隸屬於臺中州大屯郡西屯庄。
戰後西屯庄改制為西屯鄉，隸屬於臺中縣，大字亦改制為村。1947年2月，西屯鄉併入臺中市改稱西屯區，村亦改制為里。1950年10月，中、彰、投分治，西屯區仍隸屬臺中市。2010年12月，臺中縣市合併為直轄臺中市，西屯區隸屬不變。

## 聚落
本地區發展較早的聚落有頂田藔、何厝、鳥壽、紅竹圍、寶仔等，在日治期初期的官方地圖上已有記載。此外，本地區尚有萬欣新城聚落。

## 交通
省道台12線（台灣大道三段）是梧棲港至台鐵台中車站的平面幹道，大致以西北—東南經過本地區中部偏西南地帶。由該道路向西北可經省道台74線交流道、國道1號臺中交流道前往龍井東北端、沙鹿、梧棲並止於省道台17線路口，向東南可前往台中市區並止於台鐵台中車站前。

## 學校
- 文華高中
- 中山國中
- 漢口國中
- 何厝國小
- 大仁國小
- 重慶國小
- 葳格國小
- 惠來國小（東部）
  - 蓮蕉井（位於與何厝交界地帶）

## 政府機構
- 臺中市政府（南部）

## 廟宇
- 何厝庄福壽宮（王爺廟）
- 何厝庄福德祠（土地祠）
- 何仁里福德宮（土地祠）

## 延伸企業
- 永豐棧（旅宿飯店）
- 四維農機（農機具）
- 何厝68套房 （页面存档备份，存于）（集團式套房經營）
- 德富莊園（新建民宿經營）
- 歐風商旅（旅宿飯店）